# Sofia Sewing
Sofia Catalina Sewing (* 22. Juli 1999 in Miami) ist eine US-amerikanische Tennisspielerin.

## Karriere
Sewing begann mit vier Jahren das Tennisspielen und bevorzugt Sandplätze. Sie spielt bisher überwiegend Turniere der ITF Women’s World Tennis Tour, wo sie bislang vier Einzel- und 14 Doppeltitel gewann.
2016 gewann sie zusammen mit ihrer Partnerin Claire Liu den Titel im Damendoppel der Prince George’s County International Hard Court Junior Tennis Championships.
2017 gewann sie im Januar an der Seite von Emily Appleton den Titel im Damendoppel der Copa del Cafe. Bei den French Open scheiterte sie sowohl im Juniorinneneinzel als auch mit Partnerin María José Portillo Ramírez im Juniorinnendoppel bereits in der ersten Runde. In Wimbledon erreichte sie im Juniorinneneinzel das Viertelfinale und im Juniorinnendoppel zusammen mit Partnerin Portillo Ramírez das Halbfinale. Bei den US Open scheiterte sie im Juniorinneneinzel bereits in der ersten Runde, im Juniorinnendoppel an der Seite von Partnerin Carson Branstine in der zweiten Runde.

## College Tennis
Sewing spielt seit 2018 für das Damentennisteam der Hurricanes der University of Miami.

## Turniersiege

### Einzel
| Nr. | Datum              | Turnier   | Kategorie | Belag     | Finalgegnerin         | Ergebnis      |
| --- | ------------------ | --------- | --------- | --------- | --------------------- | ------------- |
| 1.  | 26. Mai 2019       | Cancun    | ITF W15   | Hartplatz | Emilie Lindh          | 6:1, 1:6, 6:1 |
| 2.  | 19. Januar 2020    | Cancun    | ITF W15   | Hartplatz | Anastasia Sysoeva     | 7:5, 6:0      |
| 3.  | 25. September 2022 | Guayaquil | ITF W15   | Sand      | María Herazo González | 4:6, 6:3, 6:2 |
| 4.  | 20. November 2022  | Lima      | ITF W15   | Sand      | María Herazo González | 7:63, 6:1     |

### Doppel
| Nr. | Datum              | Turnier        | Kategorie   | Belag             | Partnerin                   | Finalgegnerinnen                              | Ergebnis          |
| --- | ------------------ | -------------- | ----------- | ----------------- | --------------------------- | --------------------------------------------- | ----------------- |
| 1.  | 2. Dezember 2017   | Manta          | ITF $15.000 | Hartplatz         | María José Portillo Ramírez | Emily Appleton Maria Fernanda Herazo Gonzales | 6:1, 6:3          |
| 2.  | 9. Dezember 2017   | Guayaquil      | ITF $15.000 | Sand              | María José Portillo Ramírez | Stephanie Nemtsova Dominique Schaefer         | 7:5, 6:2          |
| 3.  | 21. September 2019 | Lubbock        | ITF W15     | Hartplatz         | María José Portillo Ramírez | Shiori Fukuda Ashlyn Krueger                  | 6:2, 6:4          |
| 4.  | 22. Januar 2022    | Florianópolis  | ITF W25     | Hartplatz         | Andrea Gámiz                | Bárbara Gatica Rebeca Pereira                 | 6:4, 6:1          |
| 5.  | 30. Januar 2022    | Florianópolis  | ITF W25     | Hartplatz         | Andrea Gámiz                | Bárbara Gatica Rebeca Pereira                 | 7:65, 6:3         |
| 6.  | 6. März 2022       | Guayaquil      | ITF W25     | Hartplatz         | Andrea Gámiz                | Nicole Fossa Huergo Noelia Zeballos           | 6:4, 7:5          |
| 7.  | 24. September 2022 | Guayaquil      | ITF W15     | Sand              | María Paulina Pérez García  | Romina Ccuno María Herazo González            | 6:4, 1:6, [10:2]  |
| 8.  | 4. Februar 2023    | Mexiko (Stadt) | W40         | Hartplatz         | Berfu Cengiz                | Suzan Lamens Darja Semeņistaja                | 6:1, 1:6, [12:10] |
| 9.  | 18. Februar 2023   | Santo Domingo  | W25         | Hartplatz         | Darja Semeņistaja           | Nefisa Berberović Eudice Chong                | 6:3, 6:2          |
| 10. | 22. April 2023     | Guayaquil      | W25         | Sand              | Jessie Aney                 | Noelia Bouzo Zanotti Ani Wangelowa            | 6:0, 6:2          |
| 11. | 29. April 2023     | Guayaquil      | W25         | Sand              | Jessie Aney                 | Ana Candiotto Rebeca Pereira                  | 6:1, 6:2          |
| 12. | 9. Juni 2023       | Pörtschach     | W25         | Sand              | Weronika Falkowska          | Elena-Teodora Cadar Diāna Marcinkēviča        | 6:1, 6:2          |
| 13. | 30. Juni 2023      | Palma del Río  | W40         | Hartplatz         | Andrea Gámiz                | Robin Anderson Elysia Bolton                  | 6:3, 6:2          |
| 14. | 7. Oktober 2023    | Rome           | W60         | Hartplatz (Halle) | Anastassija Tichonowa       | Robin Anderson Mexiko                         | 4:6, 6:3, [10:7]  |

## Persönliches
Sofia besuchte die Florida Virtual School, ist die Tochter von Christian Sewing und Karen Graham Sewing und hat eine jüngere Schwester Victoria.